# Raiffeisengenossenschaften in Österreich

Firmenzeichen von Raiffeisen Österreich

Es gibt rund 1600 autonome Raiffeisengenossenschaften in Österreich, davon 490 Raiffeisenbanken mit insgesamt 1646 Bankstellen, 99 Lagerhausgenossenschaften, 94 Molkereien und andere Milchverwertungsgenossenschaften sowie rund 830 andere Genossenschaften.
Um gegenüber den zentralistisch organisierten Mitbewerbern am Markt bestehen zu können, ist eine überregionale Zusammenarbeit der einzelnen Genossenschaften notwendig. Durch weitgehend einheitliche Satzungen, Gebietsschutzvereinbarungen, regionale und gesamtösterreichische Zentralinstitutionen, Revisionseinrichtungen, Solidaritätsvereinbarungen, weitgehende Corporate Identity und weitere Einrichtungen für die Zusammenarbeit wird die Marktstärke der kleinen regionalen Genossenschaften unterstützt. Die Revision, die rechtliche und steuerrechtliche Beratung sowie die Interessenvertretung und Beratung der Raiffeisengenossenschaften in Österreich obliegt dem Österreichischen Raiffeisenverband und den Raiffeisenverbänden der einzelnen Bundesländer.
Da die autonomen Raiffeisenbanken allesamt dasselbe Firmenzeichen verwenden und großteils die gleichen Produkte anbieten – ähnlich dem Prinzip des Franchising –, erscheint die Gesamtheit aller Raiffeisenbanken trugschlüssigerweise vielen als Konzern.

## Geschichte
Die Genossenschaftsidee entstand im 19. Jahrhundert vorwiegend in Großbritannien und Deutschland. Weltweit gibt es heute in über 100 Ländern rund 900.000 Genossenschaften. Einer der wesentlichen Genossenschaftspioniere war Friedrich Wilhelm Raiffeisen. In den letzten Jahrzehnten des 19. Jahrhunderts wurden seine Ideen auch in Österreich aufgegriffen. Bis zum Ende des Jahrhunderts war die Anzahl der nach dem System von Raiffeisen arbeitenden Spar- und Darlehenskassen bereits auf rund 600 gestiegen.
Die erste Raiffeisenbank im Gebiet des heutigen Österreich entstand 1886 im niederösterreichischen Mühldorf bei Spitz in der Wachau. Im Jahre 1898 wurde der Österreichische Raiffeisenverband gegründet. Im Jahre 1927 entstand die Raiffeisen Zentralbank Österreich AG.
Ab ungefähr 1960, vor allem mit der Zunahme des Massen-Bankgeschäftes, gelang den österreichischen Raiffeisenbanken eine sehr erfolgreiche Geschäftsentwicklung und ein kontinuierliches dynamisches Wachstum. Sie wurden von einem kleinen ländlichen Mitbewerber im Bankengeschäft zu einem bedeutenden Faktor des österreichischen Bankwesens. Auch die anderen Raiffeisengenossenschaften haben sich, trotz beträchtlicher Strukturänderungen in ihren Marktbereichen, sehr gut behaupten können.
Mit über 50.000 Mitarbeitern ist die österreichische Raiffeisengruppe der größte private Arbeitgeber Österreichs. Die österreichischen Raiffeisengenossenschaften haben rund 2 Millionen Mitglieder.
Weltweit gibt es heute in 41 Staaten Raiffeisengenossenschaften, die der Internationalen Raiffeisen-Union angehören. Zwischen den österreichischen und den ausländischen Raiffeisengenossenschaften gibt es Kontakte, aber derzeit keinerlei wirtschaftliche Verflechtungen oder Beteiligungen.

## Firmenzeichen
Das schwarze Giebelkreuz aus Pferdeköpfen auf gelben Grund ist das Firmenzeichen der österreichischen Raiffeisenbanken. Es ist eine der bekanntesten österreichischen Marken. Durch die Werbung mit erfolgreichen Sportlern, wie Niki Lauda, Gerhard Berger, Thomas Muster, Hermann Maier, Markus Rogan, Armin Assinger, Kathrin Zettel und Marcel Hirscher und zeitweise auch Anna Fenninger als Testimonials, wurde die Bekanntheit der Marke Raiffeisen gesteigert.
Raiffeisen Österreich ist auch Sponsor der österreichischen Fußballnationalmannschaft.

## Organisation
Die österreichischen Raiffeisengenossenschaften sind dezentral organisiert, das heißt, dass die wesentlichen betriebswirtschaftlichen und geschäftspolitischen Entscheidungen nicht in einer zentralen Konzernspitze erfolgen, sondern in der einzelnen Genossenschaft vor Ort. Dabei handelt es sich unter anderem um die Wahl der lokalen Eigentümervertreter, die Personalpolitik, die Konditionenpolitik, Unternehmensplanung, Entscheidungen über Kreditgewährungen und so weiter. Dies bringt gegenüber echten Konzernen viele Vorteile, wie zum Beispiel die Nähe zum Kunden, die gute Kenntnis des regionalen Marktes und die starke Identifikation des lokalen Managements mit dem einzelnen genossenschaftlichen Unternehmen.

## Struktur
Aufbau der Raiffeisengruppe Österreich:

### Raiffeisen Bankengruppe
Die Raiffeisen Bankengruppe ist die größere der beiden österreichischen Bankengruppen im Bereich der Genossenschaftsbanken. Sie ist dreistufig aufgebaut und besteht aus den rund 490 selbständigen lokalen Raiffeisenbanken (1. Stufe), den neun Raiffeisenlandesbanken inklusive der Zveza Bank (2. Stufe), sowie dem Spitzeninstitut der Bankengruppe, der Raiffeisen Zentralbank Österreich (RZB), die wiederum zahlreiche, auch ausländische Tochtergesellschaften unterhält. Die Einzelgenossenschaften sind Mitglied im Österreichischen Raiffeisenverband.

### Lagerhausgruppe
Ebenfalls Mitglied des österreichischen Raiffeisenverbandes sind die rund 97 Lagerhausgenossenschaften, die in der RWA Raiffeisen Ware Austria überregional zusammenarbeiten, und mit den Warenverbänden und den Warenabteilungen der Landesverbänden.

### Molkereigruppe
In den letzten Jahrzehnten haben sich viele regionale Molkereigenossenschaften zu Großmolkereien, wie zum Beispiel die Berglandmilch (Schärdinger), die Tirolmilch, die Niederösterreichische Molkerei (NÖM) oder Gmundner Molkerei zusammengeschlossen. Daher ist die Anzahl der genossenschaftlichen Molkereien auf 15 zurückgegangen. Dachverband ist die Vereinigung österreichischer Milchverarbeiter (VöM)

### Sonstige Genossenschaften
Zur Raiffeisengruppe gehören weiters etwa 800 anderweitige Genossenschaften.

### Revisionsverbände
In allen Bundesländern gibt es einen Raiffeisenverband, dessen wichtigste Aufgaben die genossenschaftliche Revision, die rechtliche und steuerrechtliche Beratung sowie die Interessenvertretung aller Raiffeisengenossenschaften sind. Darüber hinaus gibt es noch den Österreichischen Raiffeisenverband, dem die Revision und Beratung der Raiffeisenlandesbanken und Großgenossenschaften obliegt. Dessen gewählter Obmann ist der Generalanwalt der Raiffeisengruppe. Diese Funktion wird derzeit von Walter Rothensteiner wahrgenommen.
- Österreichischer Raiffeisenverband
- Raiffeisenlandesbank Burgenland
- Raiffeisenlandesbank Kärnten
- Raiffeisenverband NÖ-Wien
- Raiffeisenverband Oberösterreich
- Raiffeisenverband Salzburg
- Raiffeisenverband Steiermark
- Raiffeisenverband Tirol
- Raiffeisenlandesbank Vorarlberg